# Clemensia panthera
Clemensia panthera là một loài bướm đêm thuộc phân họ Arctiinae, họ Erebidae.